# NGC 4527
NGC 4527 (również PGC 41789 lub UGC 7721) – galaktyka spiralna z poprzeczką (SBbc), znajdująca się w gwiazdozbiorze Panny. Odkrył ją William Herschel 23 lutego 1784 roku. Jest to galaktyka z aktywnym jądrem. Należy do Gromady w Pannie.
W galaktyce tej zaobserwowano supernowe SN 1915A, SN 1991T i SN 2004gn.